# Вулиці Сан Франциско
Ця стаття про серіал. Про вулиці Сан-Франциско як такі див. Список вулиць Сан-Франциско.
«Вулиці Сан-Франциско» (англ. The Streets of San Francisco — американський детективно-кримінальний телесеріал виробництва Quinn Martin Productions і Warner Bros. Television, який транслювався на каналі ABC з вересня 1972 року по червень 1977 (5 сезонів, 119 епізодів і 2 телефільму).

## Сюжет
Двоє детективів з поліцейського відділу Сан-Франциско розслідують вбивства, що відбуваються в місті.

## Сезони і епізоди

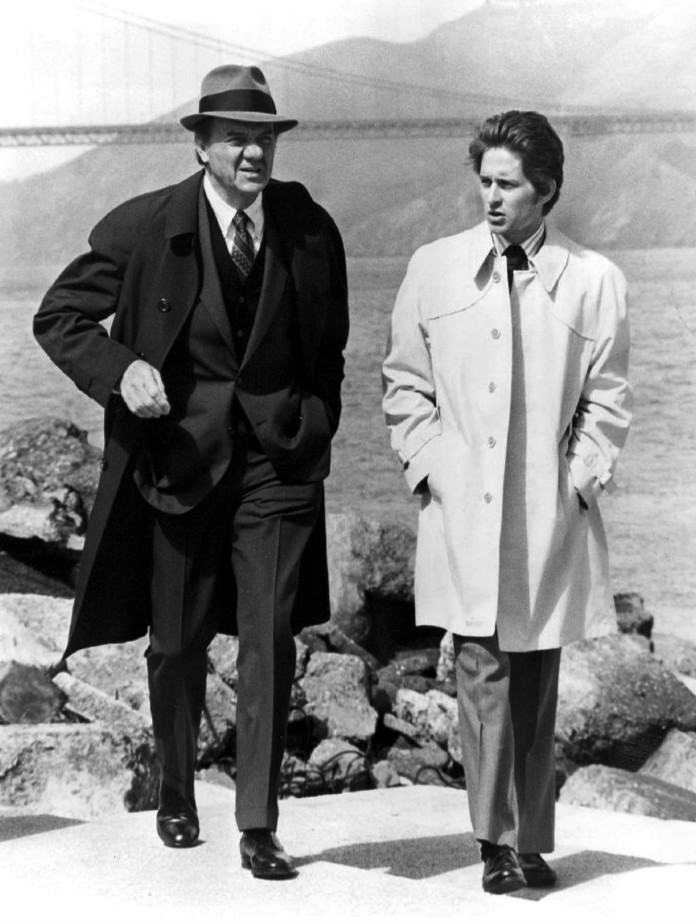
Карл Молден і Майкл Дуглас в сезоні 1972 року

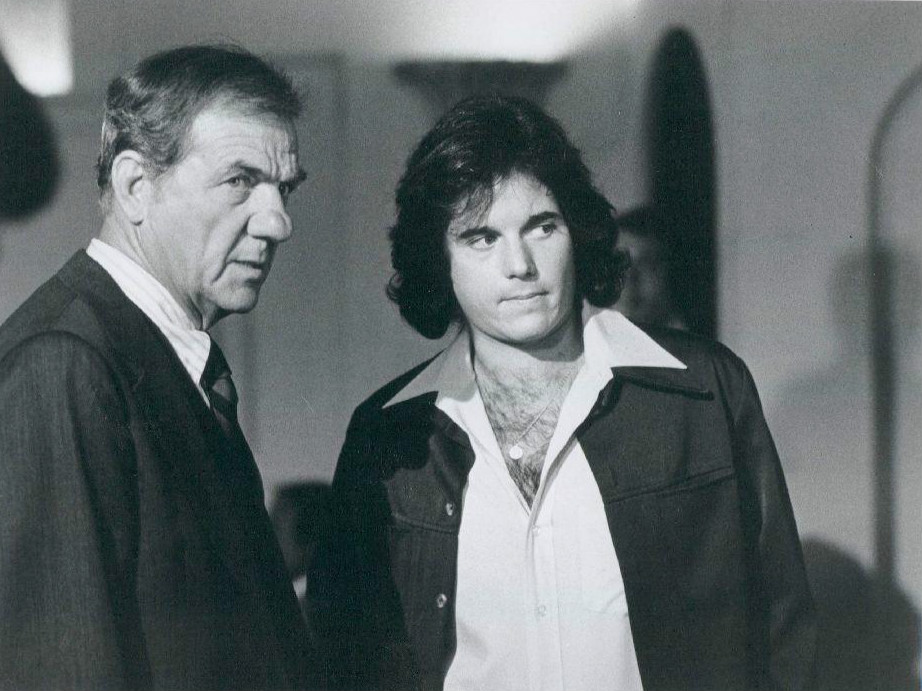
Карл Молден і в сезоні 1976 року

Основна стаття: Список епізодів телесеріалу «Вулиці Сан Франциско».
- 16 вересня 1972 — «пілотний» телефільм тривалістю дві години[2]. Вийшов під тією ж назвою, знятий по книзі Керолін Вестон[fr] «Бідна, бідна Офелія»[3][4].
- 23 вересня 1972 — 12 квітень 1973 — 1 сезон, що складається з 26 епізодів.
- 13 вересня 1973 — 14 березень 1974 — 2 сезон, що складається з 23 епізодів.
- 12 вересня 1974 — 13 березень 1975 — 3 сезон, що складається з 23 епізодів.
- 11 вересня 1975 — 18 березень 1976 — 4 сезон, що складається з 23 епізодів.
- 30 вересня 1976 — 9 червня 1977 — 5 сезон, що складається з 24 епізодів. Виконавець головної ролі, Майкл Дуглас, покинув серіал після другого епізоду сезону в зв'язку з неймовірним успіхом фільму «Пролітаючи над гніздом зозулі», продюсером якого він був[1]. Зникнення персонажа з серіалу було пояснено великою зайнятістю інспектора у викладацькій діяльності в місцевому коледжі, а лейтенант Стоун співпрацював з іншим інспектором, Деном Роббінсом (Річард Гетч). Відсутність такого яскравого персонажа було негативно прийнято аудиторією і тому серіал був завершений на п'ятому сезоні.
- 27 січня 1992 — «Назад на вулиці Сан-Франциско[en]», телефільм тривалістю дві години. Роль Майка Стоуна як і раніше зіграв Карл Молден, його дочки — як і раніше Дарлін Карр, а ось Майкл Дуглас, який став на той час голлівудською «зіркою першої величини», від участі в настільки скромному проекті відмовився, тому сюжет стрічки розгортався навколо пошуків Стоуном вбивць його старого напарника, Стіва Келлера[5].

Всього — 119 епізодів і 2 телефільму .
З'явилися більш ніж в 8 епізодах
- Карл Молден — детектив лейтенант Майк Стоун
- Майкл Дуглас — інспектор Стів Келлер
- Рубен Коллінс — інспектор Білл Таннер
- Річард Гетч — інспектор Ден Роббінс
- Стівен Бредлі — Берні
- Лі Гарріс — детектив чи Лессінг
- Дарлін Карр — Джіні Стоун, донька Майка
- Рей К. Гоман — офіцер Брайлс
- Джон Керр — Джеральд О'Брайен
- Фред Садофф[en] — доктор Ленні Марчісон
- Вінс Говард[en] — Чарлі Джонсон
- Моріс Арджент[en] — Добі

### Гостьова участь
За п'ять років трансляції в серіалі з'явилася велика кількість «зірок», запрошених на один-два епізоди. Деякі з них були знамениті вже в той час, а деякі стали «зірками» пізніше. Ось неповний список цих акторів: Роберт Ф. Саймон (в 7 епізодах), Діана Дуглас (мати Майкла Дугласа, виконавця головної ролі), Дін Стоквелл, Пернелл Робертс , Едмонд О'Браєн, Рікі Нельсон, Рон Гласс, Сьюзан Дей, Меріон Росс, Вен Вільямс, Пола Келлі, Барбара Бебкок, Дон Джонсон, Том Селлек, Леслі Нільсен, Джеймс Вудс, Нік Нолті, Арнольд Шварценеггер, Мартін Шин, Джон Саксон, Дебні Коулмен, Девід Вейн, Віра Майлз, Бренда Ваккаро, Десі Арназ-молодший, Тоні Янг, Пет Конвей, Патті Дьюк, Денвер Пайл, Річард Еган, Річард Істхем, Дон Кіфер, Джон Ріттер, Мег Фостер, Роберт Вагнер, Дік Ван Паттен, Марк Гемілл, Стефані Пауерс, Том Бослі, Ларі Гегмен, Вільям Сміт Ендрю Робінсон, Тім О'Коннор, Білл Біксбі, Ів Маквей , Норман Фелл, Ентоні Гірі, Чарльз Ейдмен, Майкл Константін, Пол Глейзер, Девід Соул, Латер Адлер, Лорі Гейнеман, Ларрі Пеннелл, Мередіт Бакстер, Едді Квіллан, Джо Спано (вперше на телеекрані), Кім Дарбі (в «пілотному» телефільмі), Маршалл Томпсон, Енн Доран, Даббс Грір, Скіп Гомеєр, Чарльз Лампкін, Баррі Етвотер, Берт Мастін (у віці 89 років).

## Вибрані нагороди і номінації
З повним списком нагород і номінацій серіалу можна ознайомитися на сайті IMDb [Архівовано 5 жовтня 2021 у Wayback Machine.] .
- 1974 — Премія «Еммі» за найкращий драматичний серіал — номінація.
- 1975 — Премія «Еммі» за найкращий драматичний серіал — номінація.
- 1975 — Премія «Золотий глобус» за найкращий телевізійний серіал — драма — номінація.
- 1976 — Премія «Еммі» за найкращий драматичний серіал — номінація.

## Факти
- Спонсором серіалу виступила компанія Ford, в зв'язку з чим близько половини автомобілів, що з'являються в кадрі, — нові «Форди»; зокрема, в перших епізодах головні герої, як і весь їх поліцейський відділ, пересувалися на коричневому чотиридверному Ford Galaxie 1971 року.